# Teikokutō
El Teikokutō (japonés: 帝国党, lit. Partido Imperial) era un partido político en Japón. Estuvo activo desde 1899 hasta 1905.

## Historia
El partido se estableció el 5 de julio de 1899 como sucesor del Kokumin Kyōkai. Inicialmente tenía 21 escaños y apoyaba al gobierno y al ejército, pidiendo un mayor gasto militar. En las elecciones de 1902 ganó 17 escaños, conservó los 17 en las elecciones de 1903 y ganó 19 en las elecciones de 1904.
En diciembre de 1905 se fusionó con el Club Kōshin y el Partido Liberal para formar el Club Daidō.